# Pierre Van Cortlandt

Pierre Van Cortlandt

Pierre Van Cortlandt (* 10. Januar 1721 in New York City; † 1. Mai 1814 ebenda) war der erste Vizegouverneur (Lieutenant Governor) des US-Bundesstaates New York.

## Werdegang
Van Cortlandt diente kurze Zeit bei den kolonialen Truppen während der Amerikanischen Revolution, trotz der Bemühungen, britischen Beamten seine Loyalität zu Großbritannien zu versichern.
Er war 1777 der Vorsitzende des Committee of Safety im Provinzkongress von New York. Seine vorrangige Arbeit bestand in der Bildung einer politischen Staatsstruktur während des Krieges. Er hatte den Vorsitz bei der verfassunggebenden Versammlung, welche die erste Staatsversammlung verfasste, und war der erste Vizegouverneur bis 1795 mit seinem langjährigen Freund und Genossen Gouverneur George Clinton.

## Familie
Pierre Van Cortlandt war der Sohn von Philip Van Cortlandt (1683–1748), der der Sohn von Stephanus Van Cortlandt, Bürgermeister von New York City, und Catherine Depeyster, Enkelin von Johannes DePeyster, ein Vorfahren von Abraham DePeyster und Arent Schuyler Depeyster, war. Ferner war ein Großonkel, Jacobus Van Cortlandt, Bürgermeister von New York City.
Van Cortlandt war mit einer gewissen Joanna, Tochter von Gilbert Livingston, verheiratet. Sein ältester Sohn, Philip Van Cortlandt, war ein General in der Kontinentalarmee und Kongressabgeordneter von New York.
Die erste Ehefrau seines zweiten Sohnes, Pierre Van Cortlandt, Jr., war Catherine, Tochter von George Clinton, Gouverneur von New York und General in der Kontinentalarmee. Der Bruder von Catherine, George Clinton war Kongressabgeordneter von New York und der Schwiegersohn Kongressabgeordneten William Floyda. Eine andere Schwester von Catherine, Maria Clinton, war mit Dr. Stephen D. Beekman verheiratet, einem Enkel von Pierre Van Cortlandt und Joanna Livingston.

## Ehrungen
Der Cortland County sowie die Städte Cortland und Cortlandt in New York sind nach ihm benannt.